# Iriveri
Iriveri là một thị trấn thống kê (census town) của quận Kannur thuộc bang Kerala, Ấn Độ.

## Nhân khẩu
Theo điều tra dân số năm 2001 của Ấn Độ, Iriveri có dân số 15.672 người. Phái nam chiếm 48% tổng số dân và phái nữ chiếm 52%. Iriveri có tỷ lệ 84% biết đọc biết viết, cao hơn tỷ lệ trung bình toàn quốc là 59,5%: tỷ lệ cho phái nam là 85%, và tỷ lệ cho phái nữ là 82%. Tại Iriveri, 12% dân số nhỏ hơn 6 tuổi.